# Girolamo Francesco Cristiani

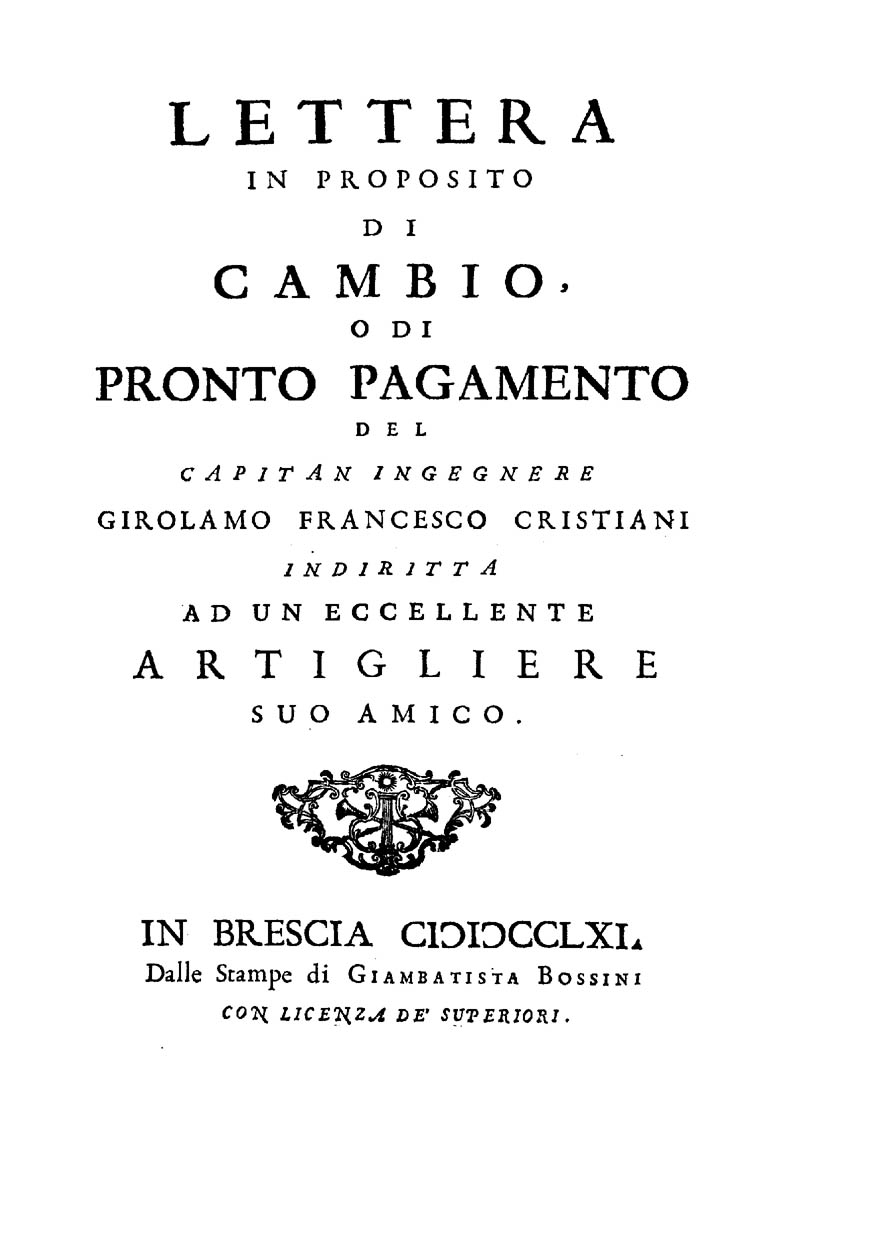
Lettera in proposito di cambio, o di pronto pagamento, página del título

Girolamo Francesco Cristiani (Brescia, 3 de agosto de 1731-Verona, 30 de diciembre de 1811) fue un ingeniero y economista italiano.
Fue apreciado por Voltaire e inspiró más estudios sobre el río Brenta.

## Obras
- Delle misure d'ogni genere antiche, e moderne. Brescia: Giambattista Bossini. 1760.
- Lettera in proposito di cambio, o di pronto pagamento. Brescia: Giambattista Bossini. 1761.
- Dissertazione epistolare intorno l'utilita de' modelli nello studio di varie facoltà matematiche, e principalmente dell'architettura militare. Brescia: Giambattista Bossini. 1763.
- Della media armonica proporzionale da applicarsi nell'architettura civile. Brescia: Giambattista Bossini. 1767.
- Allegazione e tre lettere sopra il riflusso, o rigurgito dell'acque correnti. Brescia: Fratelli Pasini. 1773.
- Della inalveazione, e del regolamento del fiume Brenta. Milano: Luigi Veladini. 1795.